# A Fistful of...4-Skins
A Fistful of...4-Skins – druga płyta zespołu The 4-Skins wydana w 1983 roku przez wytwórnię Syndicate Records. Reedycja z 1993 dokonana przez Captain Oi! zawiera dodatkowo dwa utwory bonusowe. 

## Lista utworów
1. "5 More Years" (T. McCourt, R. Pearce, I. Bransom, P. Swain) – 3:20
2. "Waiting for a Friend" (T. McCourt, R. Pearce, I. Bransom, P. Swain) – 3:36
3. "Johnny Go Home" (T. McCourt, R. Pearce, I. Bransom, P. Swain) – 2:59
4. "Gambler" (T. McCourt, R. Pearce, I. Bransom, P. Swain) – 3:30
5. "I'll Stick to My Guns" (T. McCourt, R. Pearce, I. Bransom, P. Swain) – 2:53
6. "On File" (T. McCourt, R. Pearce, I. Bransom, P. Swain) – 3:57
7. "Forgotten Hero" (T. McCourt, R. Pearce, I. Bransom, P. Swain) – 4:01
8. "Spy from Alaska" (T. McCourt, R. Pearce, I. Bransom, P. Swain) – 2:57
9. "H.M.P." (T. McCourt, R. Pearce, I. Bransom, P. Swain) – 3:10
10. "No Excuse" (T. McCourt, R. Pearce, I. Bransom, P. Swain) – 3:33
11. "Betrayed" (T. McCourt, R. Pearce, I. Bransom, P. Swain) – 3:40
12. "City Boy" (T. McCourt, R. Pearce, I. Bransom, P. Swain) – 3:51
13. "New War" (T. McCourt, R. Pearce, I. Bransom, P. Swain) – 4:10

CD (1993)
1. "On the Streets" (T. McCourt, R. Pearce, I. Bransom, P. Swain) – 2:05
2. "Saturday (Demo)" (T. McCourt, R. Pearce, I. Bransom, P. Swain) – 3:03

## Skład
- Roi Pearce – śpiew
- Paul Swain – gitara
- Tom "Hoxton" McCourt – gitara basowa
- Ian Bramson – perkusja

gościnnie
- Keith Bollock Brother – śpiew
- Neil Barker – śpiew

produkcja
- Ian O'Higgins – producent